# 송곳부리도요
송곳부리도요(영어: Broad-billed Sandpiper, 학명: Calidris falcinellus)는 도요목 도요과에 속하는 나그네새이다.

## 생김새
흰 눈썹선과 머리옆선이 있고 부리가 길고 폭 넓으며 끝부분이 아래로 굽은 것이 특징이다.

## 서식지
갯벌, 하구, 모래갯벌, 무논에서 서식하고 스칸디나비아반도 북부와 러시아 서북부, 시베리아 동북부에서 번식하며 중동, 인도, 동남아시아, 오스트레일리아에서 월동한다.